# Сан-Хуан (нафтогазоносний басейн у США)
Сан-Хуан (англ. San Juan) — нафтогазоносний басейн у штатах Колорадо, Нью-Мексико, Аризона (США).

## Історія
За час експлуатації (з середини 1920-х років) видобуто 30 млн т нафти, 7 млн т газового конденсату і 370 млрд м³ газу.

## Характеристика
Площа 28 тис. км². 60 нафтових (запаси 70 млн т) та 80 газових (650 млрд м³) родовищ. Глибина залягання продуктивних горизонтів 50…2950 м.